# 豐川稻荷站
豐川稻荷站（日语：／ Toyokawa-Inari eki */?）是位於日本愛知縣豐川市豐川町仁保通的名古屋鐵道豐川線鐵路車站。是該路線的終點站與名鐵所有車站中位置最東的。

## 概要
與東海旅客鐵道（JR東海）飯田線的豐川鄰接。TRANPASS導入前部份時間帯為無人車站、現在全日皆配置有站員。

## 車站構造
港灣式月台1面2線的地上車站。設置有自動補票機3台、自動售票機1台。
原1號線為4輛編成對應、現在變為6輛對應、午間約30分間隔運行。
本站至豐橋站之間的路線是與JR平行，但實際搭乘時所需的時間較JR方面的行車時間來得長（JR為11～14分、名鐵為23分），JR方面的車資亦較便宜（同路段JR只需200日圓、名鐵需390日圓）

### 月台配置
| 月台 | 路線   | 目的地               |
| ---- | ------ | -------------------- |
| 1、2 | 豐川線 | 國府、名鐵名古屋方向 |

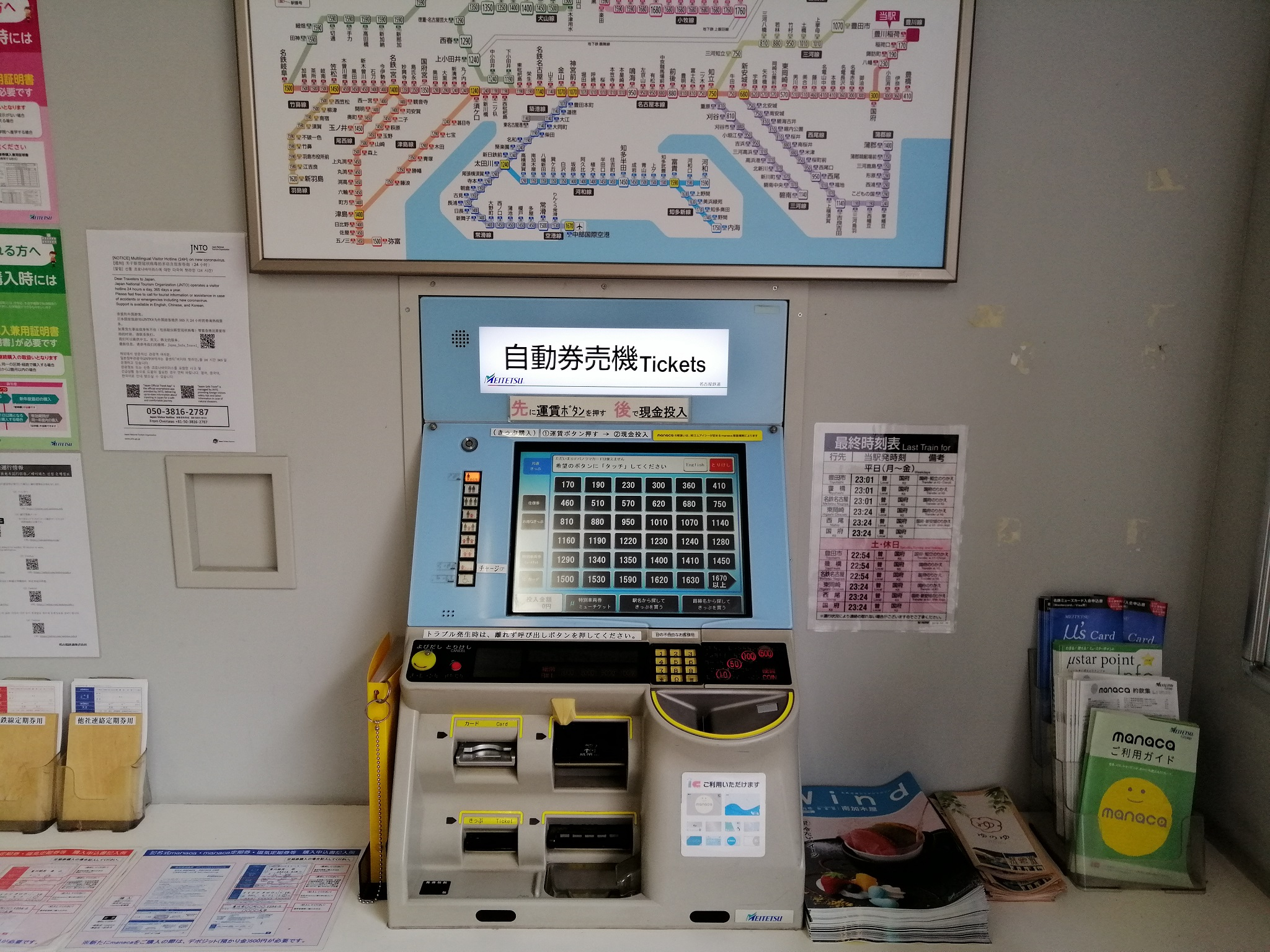
自動售票機
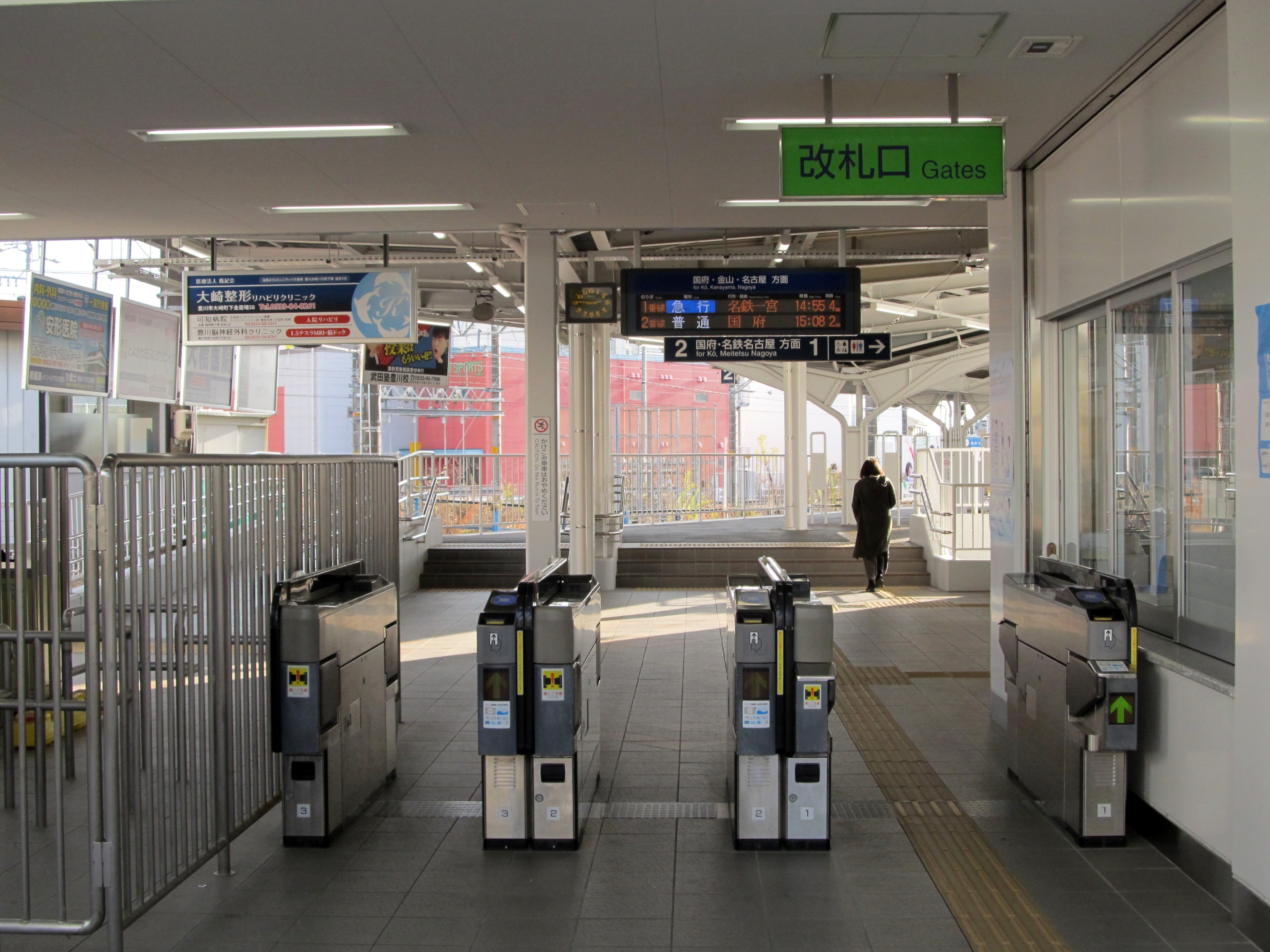
閘口(2022年12月)
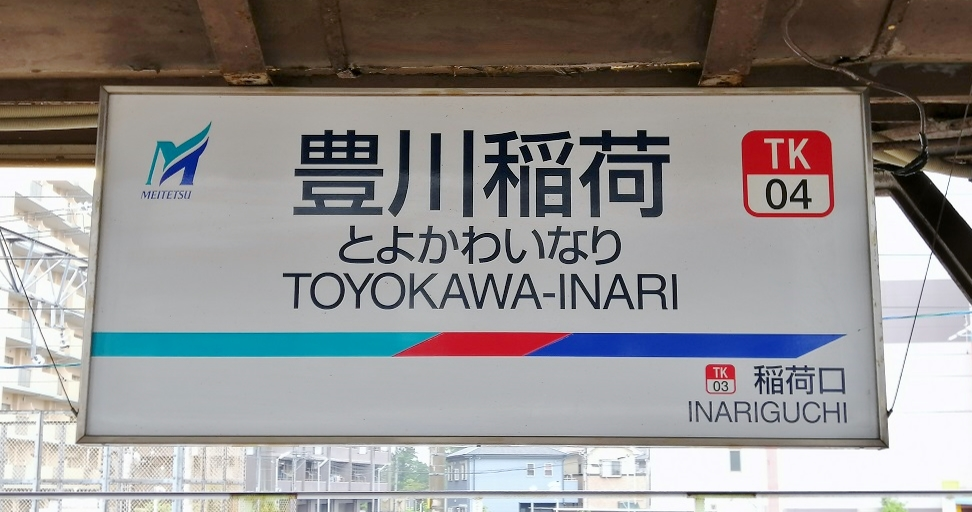
站名牌

### 配線圖
| ← 新城方向      | 豐川稻荷站、豐川站 構內配線略圖    | → 豐橋方向 |
|                 | ↓ 日本車輛製造豐川製作所 ↓国府方面 |            |
| 图例 参考文献： |                                    |            |

## 利用狀況
| 年度   | 1日平均 上車人次 |
| ------ | ---------------- |
| 2003年 | 2,833            |
| 2004年 | 2,722            |
| 2005年 | 2,288            |
| 2006年 | 2,305            |
| 2007年 | 2,305            |
| 2008年 | 2,317            |
| 2009年 | 2,264            |
| 2010年 | 2,265            |
| 2011年 | 2,298            |
| 2012年 | 2,416            |
| 2013年 | 2,675            |
| 2014年 | 2,485            |
| 2015年 | 2,525            |
| 2016年 | 2,527            |
| 2017年 | 2,592            |

## 車站周邊
- 豐川稻荷
- 三明寺
- 豐川商工會議所
- 進雄神社
- 豐川高等學校
- 豐川市立東部中學校
- 豐川市立豐川小學校
- 豐川信用金庫いなり支店
- 三菱東京UFJ銀行豐川支店
- 國道151號
- 國道362號
- 愛知縣道31號東三河環狀線（站前通）
- PIAGO La FoodsCore豐川店
- 麥當勞豐川PIAGO La FoodsCore店
- Ministop豐川站前店
- SATY豐川店
- 稻荷公園

## 巴士路線
豐鐵巴士
豐川站前巴士站
- 豐川北部線（2號線路）
- 豐川線（1號線路）
- 新豐線（豐橋方向是1號線路、新城方向是2號線路）
- 東京新宿・練馬行的高速巴士「ほの國號」 （ケイビー巴士共同運行）

豐川站東口巴士站
- 中部國際空港行的高速巴士（知多巴士共同運行）

## 历史
- 1954年（昭和29年）12月25日 - 新豐川開業。
- 1955年（昭和30年）5月1日 - 改名為豐川稻荷。
- 1984年（昭和59年）12月26日 - 1號線進行延伸擴建，以對應6輛編組的列車長度。
- 2005年（平成17年）12月14日 - TRANPASS導入，改為全日皆設有站員。

## 相鄰車站
名古屋鐵道
 豐川線
□快速特急、■特急、■急行、■準急、■普通
稻荷口（TK03）－豐川稻荷（TK04）

## 外部連結
- 豐川稻荷 - 名古屋鐵道